# 胡安帕布洛佩尼亞洛薩將軍國家公園
07°59′N 71°57′W / 7.983°N 71.950°W

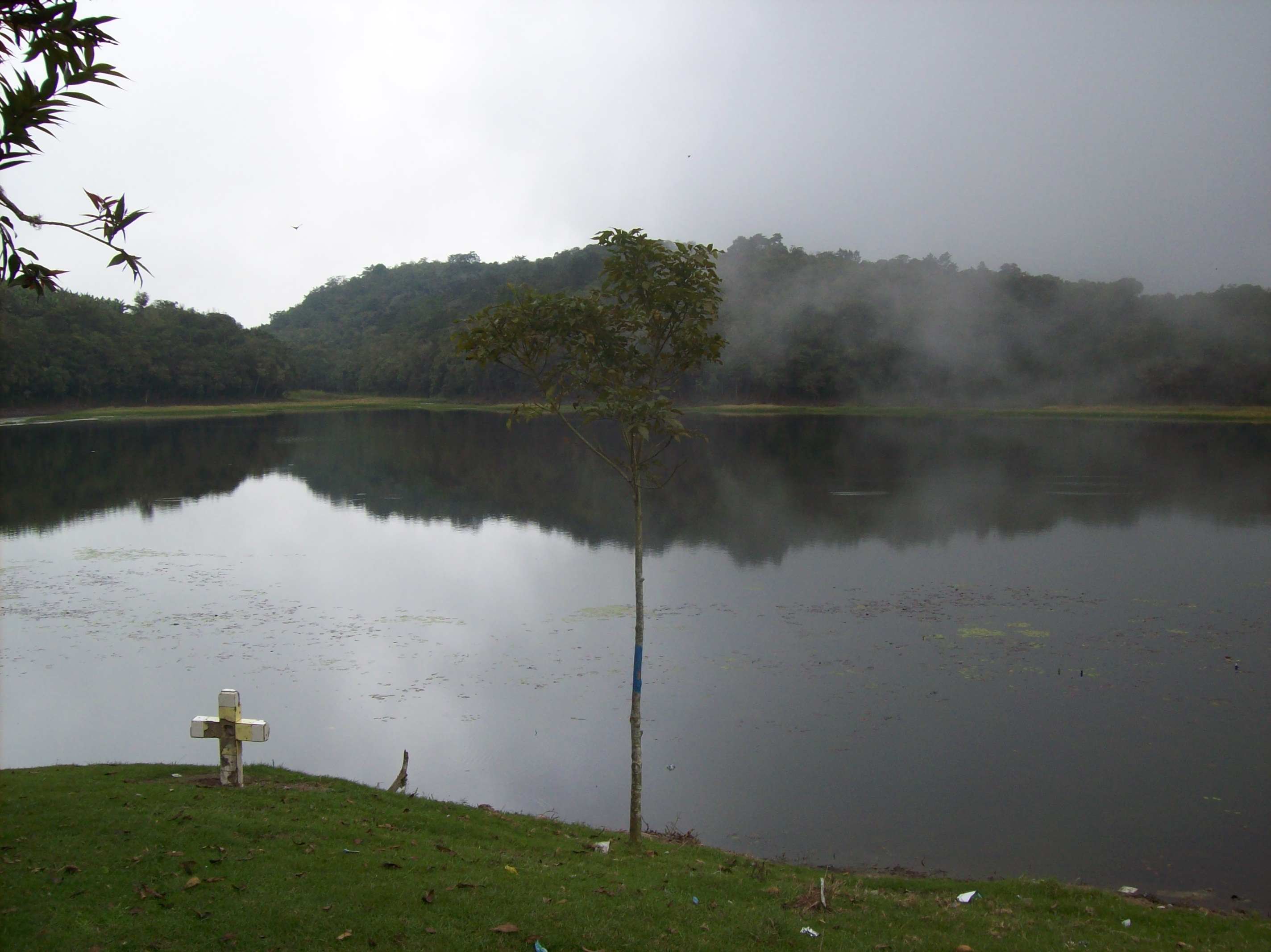

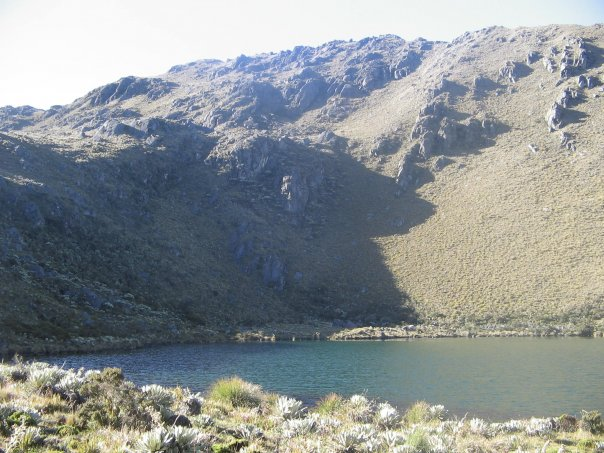

胡安帕布洛佩尼亞洛薩將軍國家公園是委內瑞拉的國家公園，位於該國西北部，由梅里達州和塔奇拉州負責管轄，面積752平方公里，始建於1989年1月18日，最高點海拔高度3,300米。

## 外部連結
- Parque Nacional G. Juan Pablo Peñaloza[永久], Instituto Nacional de Parques, Ministerio del Poder Popular para el Ambiente de Venezuela.